# Parc de La Grange
Le parc La Grange est un parc public de 213 097 m² situé en ville de Genève, plus précisément sur la rive gauche du lac Léman.

## Histoire

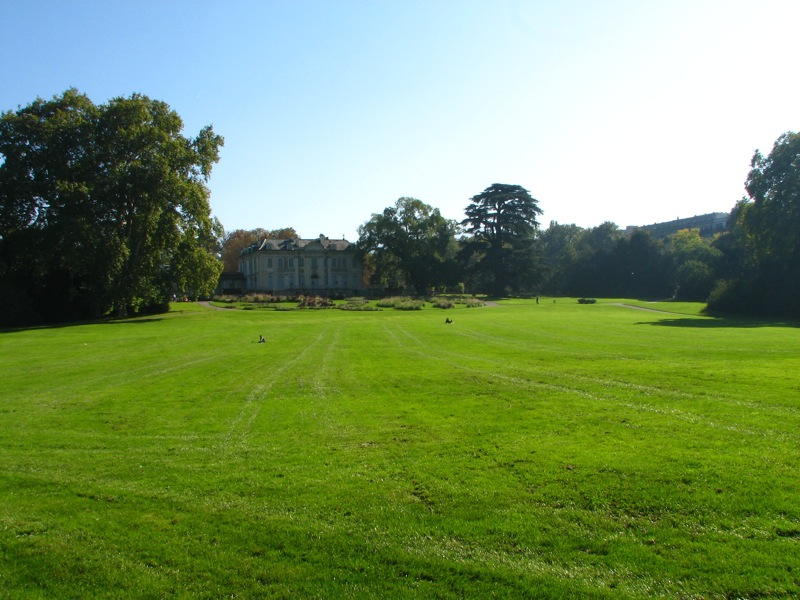
Parc La Grange avec sa demeure.

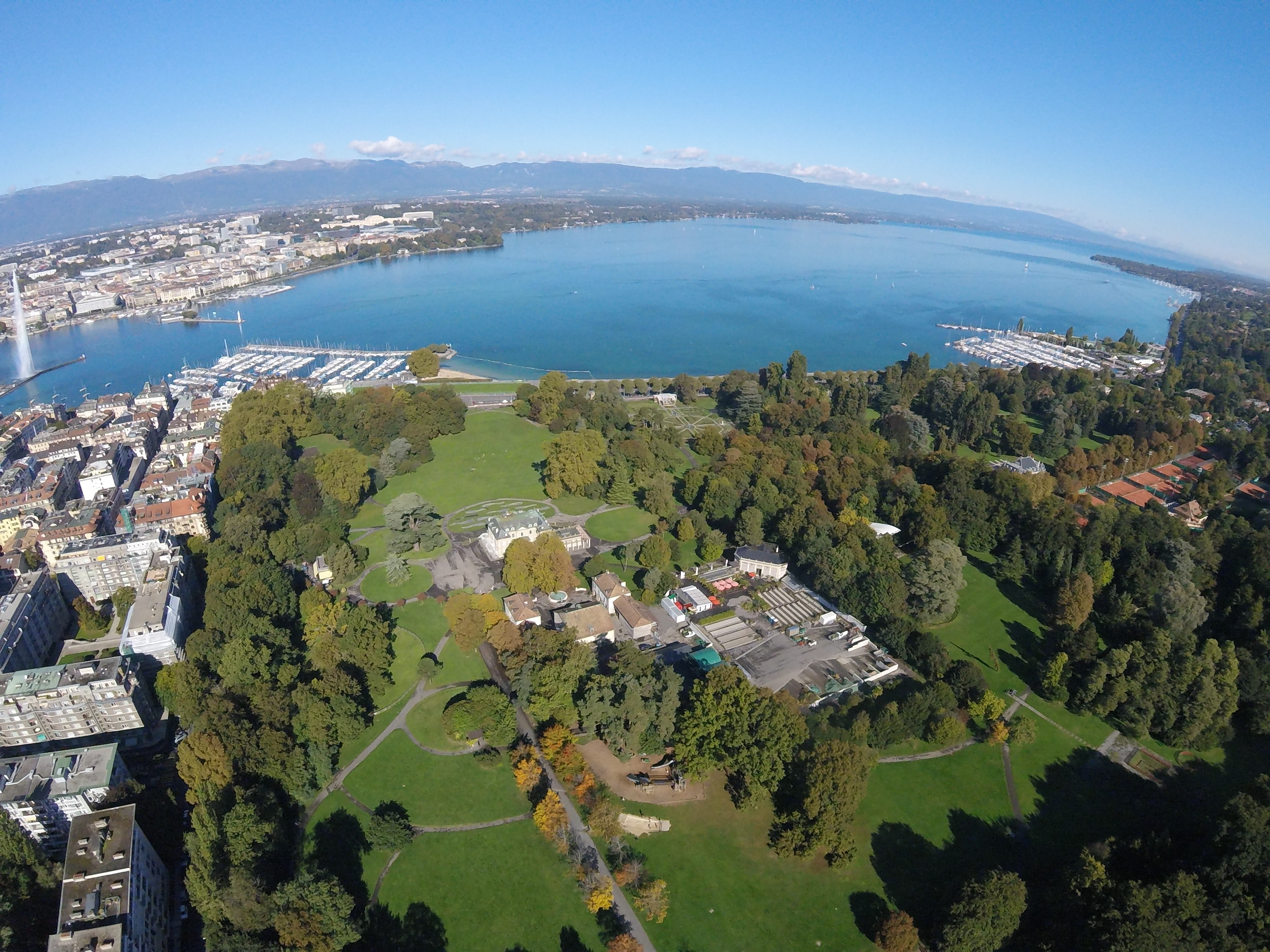
Parc La Grange, vue aérienne

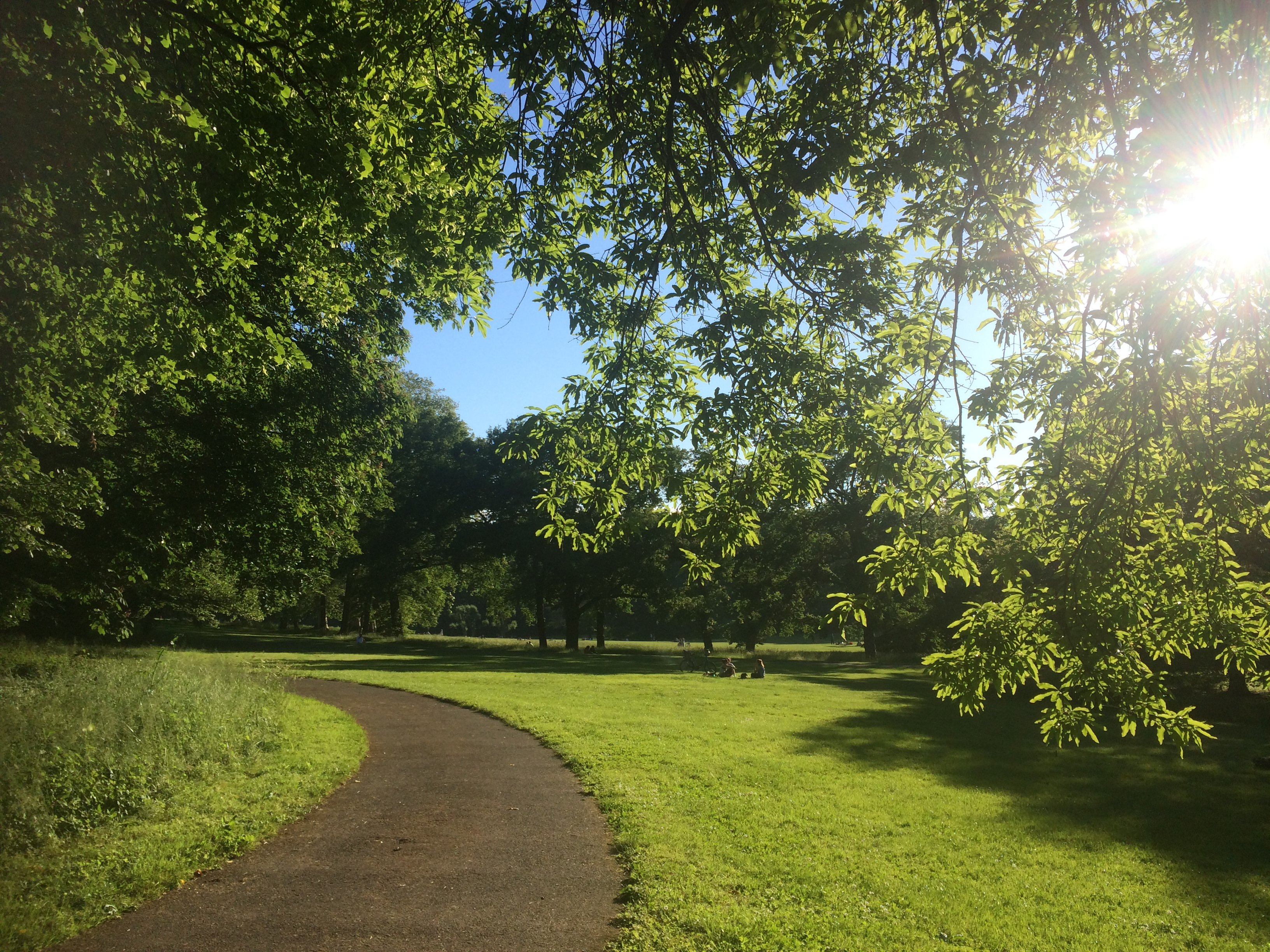
Parc La Grange, côté est.

Le parc a été l'objet de plusieurs campagnes de fouilles archéologiques. Celles-ci ont révélé des traces d'occupations humaines datant d'environ 4500 av. J.-C. ainsi qu'un bâtiment de l'âge du bronze (Ier millénaire av. J.-C.) et un palais gallo-romain du Ier siècle qui occupait le site actuel du parc,. Deux menhirs sont actuellement visibles en position couchée.
Le domaine de La Grange a été créé dans les années 1660 par Jacques Franconis (1622-1702). Entre 1768 et 1773, trois des fils du banquier Marc Lullin, qui a racheté le domaine en 1706, y font élever une maison de maître à la française avec des dépendances. En 1800, François Favre (1736-1814), armateur genevois qui a fait fortune à Marseille dans le commerce avec l’Orient, acquiert du banquier Jean Lullin (1745-1803), ruiné par la Révolution, le domaine de La Grange. Le parc, propriété privée jusqu'en 1917, est légué à la ville de Genève par William Favre cette année-là. 
Par la suite, la ville crée dans le parc, entre 1945 et 1946, la plus grande roseraie publique du canton de Genève. En 1947, la Société genevoise d'horticulture crée un concours international de roses nouvelles qui utilise une nouvelle roseraie installée en haut du parc.
Le sculpteur Frédéric Guillaume Dufaux a réalisé les deux lions qui ornent la porte principale du parc.

### Évolution du jardin
À l'époque romaine, des terrasses s'étageaient entre le bâtiment principal situé en amont et les rives du lac. Une clôture délimitait un espace de 450 m par 200 m entre une voie romaine (à l'emplacement de l'actuelle route de Frontenex) et le rivage, protégeant la villa, ses dépendances et bassins.
Un domaine appelé « La Grange à M. Franconis » est vendu en 1706. Il comprend des bâtiments et des terres cultivées : « ...prez et champs, pièce de terre hutinée, vigne au-dessus, jardin et verger d'arbres nains au-dessous... ». 
Un plan de 1789 montre une maison entourée de prés, de parcelles d'arbres alignés à angle droit, des allées, et des parterres géométriques, selon un style à la française. Sur le plan de 1848 les parterres sont remplacés par des chemins et plantations en lignes courbes ou parsemés, à l'anglaise. Le plan de 1872-73 ne contient plus de plantations à angle droit, seule subsiste une allée en ligne droite. Le développement de la botanique genevoise favorise la propagation d'espèces exotiques et la plantation de nouvelles essences d'arbres.
Le dernier propriétaire privé, William Favre, entreprend des travaux d'envergure : mouvements de terrains, nouvelles plantations d'arbres pour assurer le renouvellement, petit lac alimenté par une source du voisinage et jardin alpin inspiré par le site de Faverges. Par contre, l'idée de démolir les dépendances pour élargir la perspective n'a pas été réalisée.
Entre 1945 et 1947, des soldats démobilisés sont engagés pour construire des aménagements au pied de la pergola, qui date du XIXe siècle. Une roseraie est ainsi bien exposée au soleil et à l'abri des vents. Elle accueille jusqu'en 2015 le Concours international de roses nouvelles de Genève, lors duquel des rosiéristes présentent leurs nouvelles variétés.

## Villa La Grange et alentours

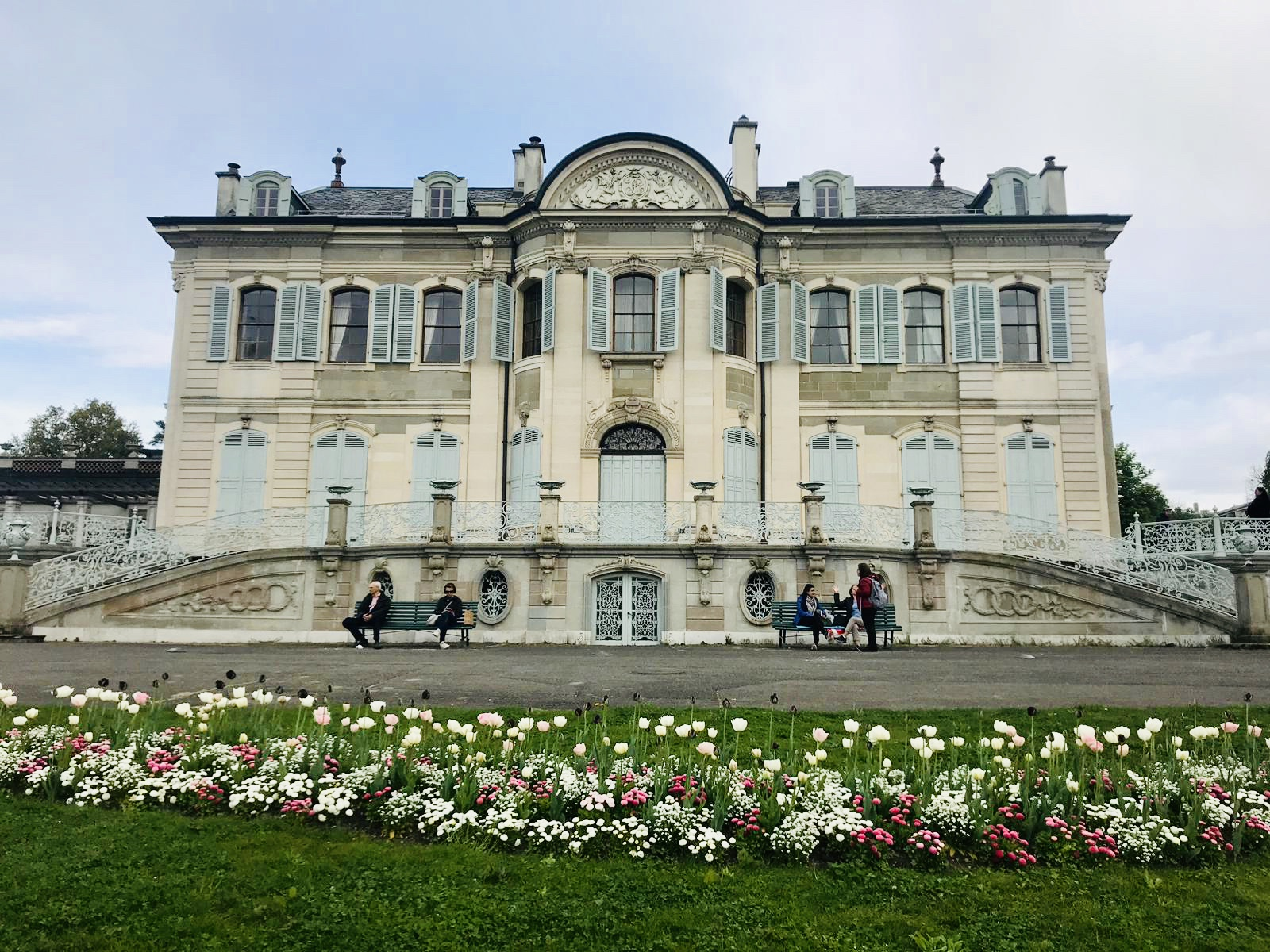
Villa La Grange

### La villa
La grande demeure du XVIIIe siècle qui se trouve dans le parc se nomme la « Villa La Grange ». Sur le domaine agricole acheté en 1706 par le banquier Marc Lullin (1671-1747), ses fils bâtissent une maison de maître à la française et ses dépendances entre 1768-1773.
En 1814, l'érudit Guillaume Favre-Bertrand (1770-1851) en hérite de son père François Favre. Il réaménage les jardins et deux petits salons en Style Empire qui forment l'antichambre de la bibliothèque. En 1821, il fait construire une aile rectangulaire pour abriter une nouvelle bibliothèque d'environ 12'000 volumes. Elle est conservée en l'état depuis la donation de la villa à la Ville de Genève en 1917 et est gérée par la Bibliothèque de Genève. Riche d’ouvrages d'histoire, de langes et de littératures, elle contient des livres imprimés de la seconde moitié du XVIIIe siècle et de la première moitié du XIXe siècle.
Des visites guidées pour découvrir l'intérieur de la maison sont organisées par la Ville de Genève afin de permettre au public de voir la bibliothèque, les chambres et les pièces de réception. Les visites ont lieu une fois par an et il est obligatoire de s'inscrire pour pouvoir y participer, car le nombre de places est limité.
Le 16 juin 2021, la bibliothèque de la villa abrite la rencontre de Joe Biden et Vladimir Poutine. 

### L'arboretum

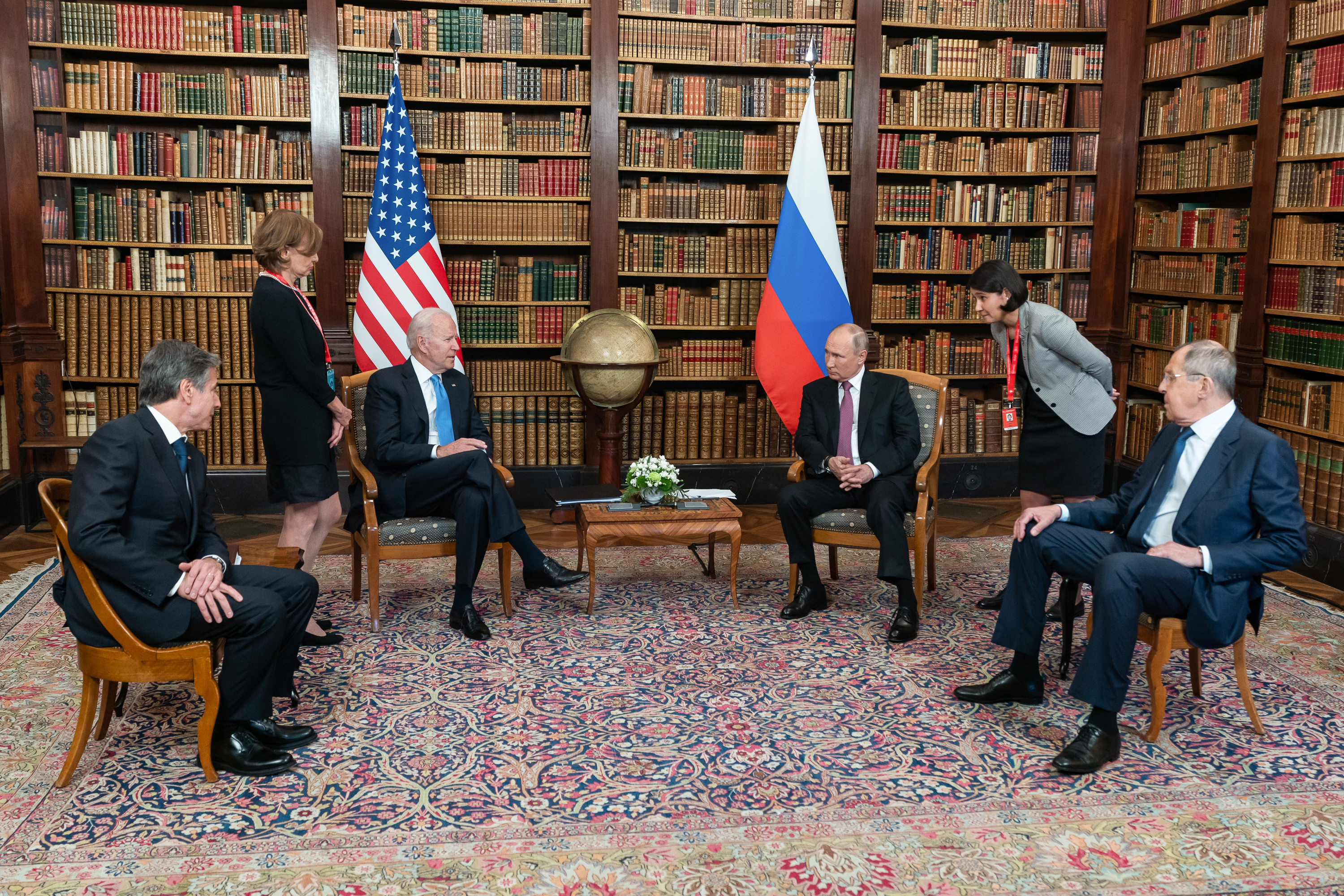
Rencontre entre Joe Biden et Vladimir Poutine, dans la bibliothèque de la villa (16 juin 2021).

Le parc de La Grange contient de nombreuses espèces d'arbres différentes, il est possible d'en apprendre plus sur ses espèces en se rapprochant de leur tronc respectif et en lisant ce qu'indique le petit écriteau rouge qui est cloué dessus.

### Le cèdre du Liban
Un cèdre du Liban de 25,20 mètres de hauteur est présent dans le parc. C'est un descendant des cèdres du parc Beaulieu de Genève puisque le cèdre du Parc de La Grange est issu de leurs graines.

### La roseraie
Dès 2020, la pergola est en restauration. Le sol de la roseraie étant épuisé par la culture conventionnelle avec des traitements chimiques, une reconversion écologique est menée afin d'entretenir les rosiers par des méthodes 100 % naturelles. D'autres plantes accompagneront des variétés anciennes et résistantes de rosiers, afin d'allonger la période de floraison. La réouverture, prévue pour l'été 2021, est effective à l'automne. 200 variétés de rosiers sont plantées, seule la pergola du XIXe est encore protégée par des grilles en raison des travaux.